# Pogodno (Poznań)
Pogodno – niewielka część Poznania a zarazem jednostka obszarowa w Systemie Informacji Miejskiej położona na osiedlu samorządowym Grunwald Południe.

## Obszar
Według Systemu Informacji Miejskiej granice Pogodna przebiegają od wschodu: ulicą Grochowską i Arciszewskiego, od południa i zachodu: ulicą Palacza, od północy: ulicą Grunwaldzką.

## Ważniejsze obiekty
- Obserwatorium Astronomiczne Uniwersytetu im. Adama Mickiewicza
- Kościół św. Jana Kantego
- Gospoda Targowa

## Galeria zdjęć

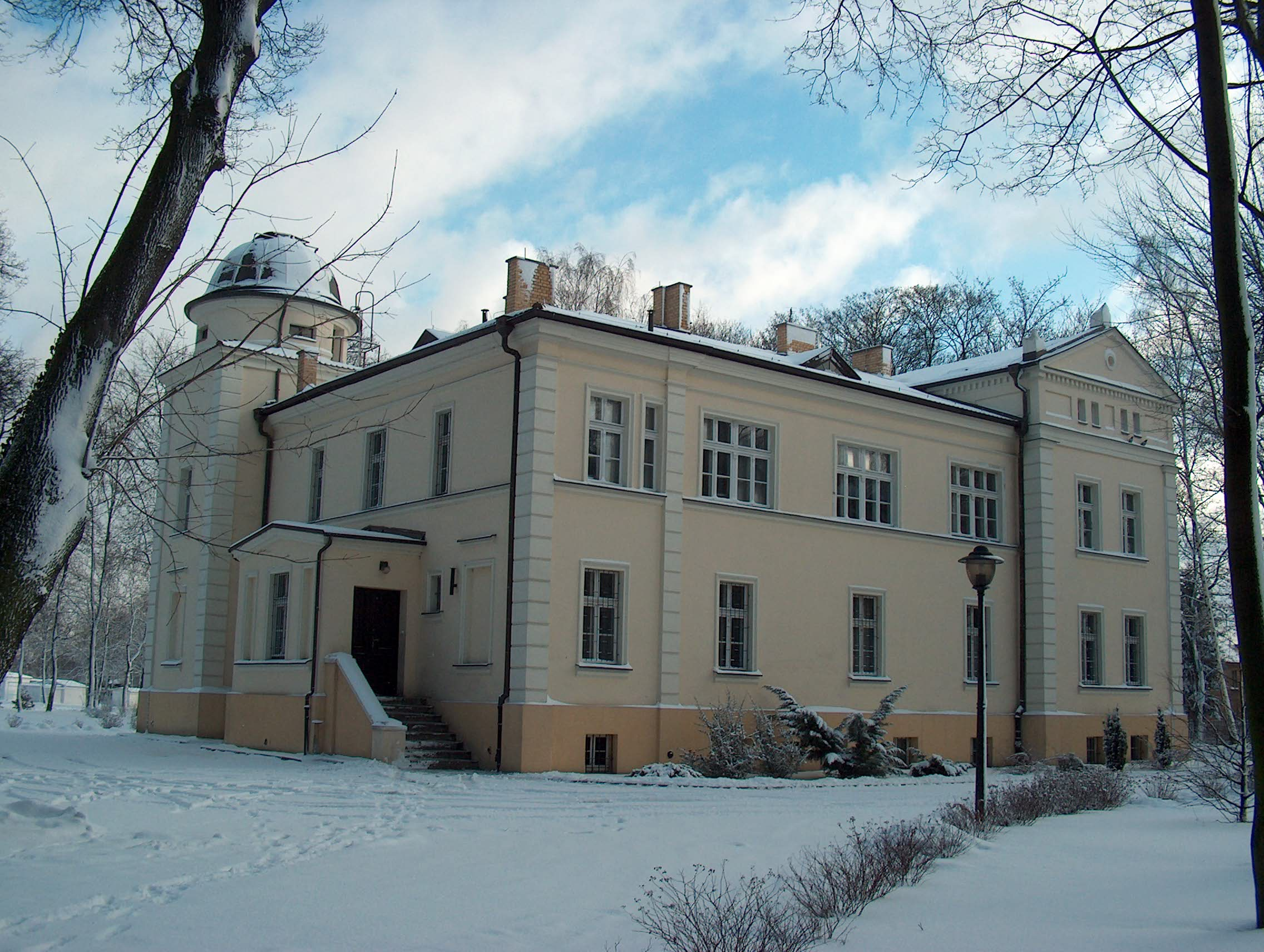
Obserwatorium Astronomiczne UAM (2004)
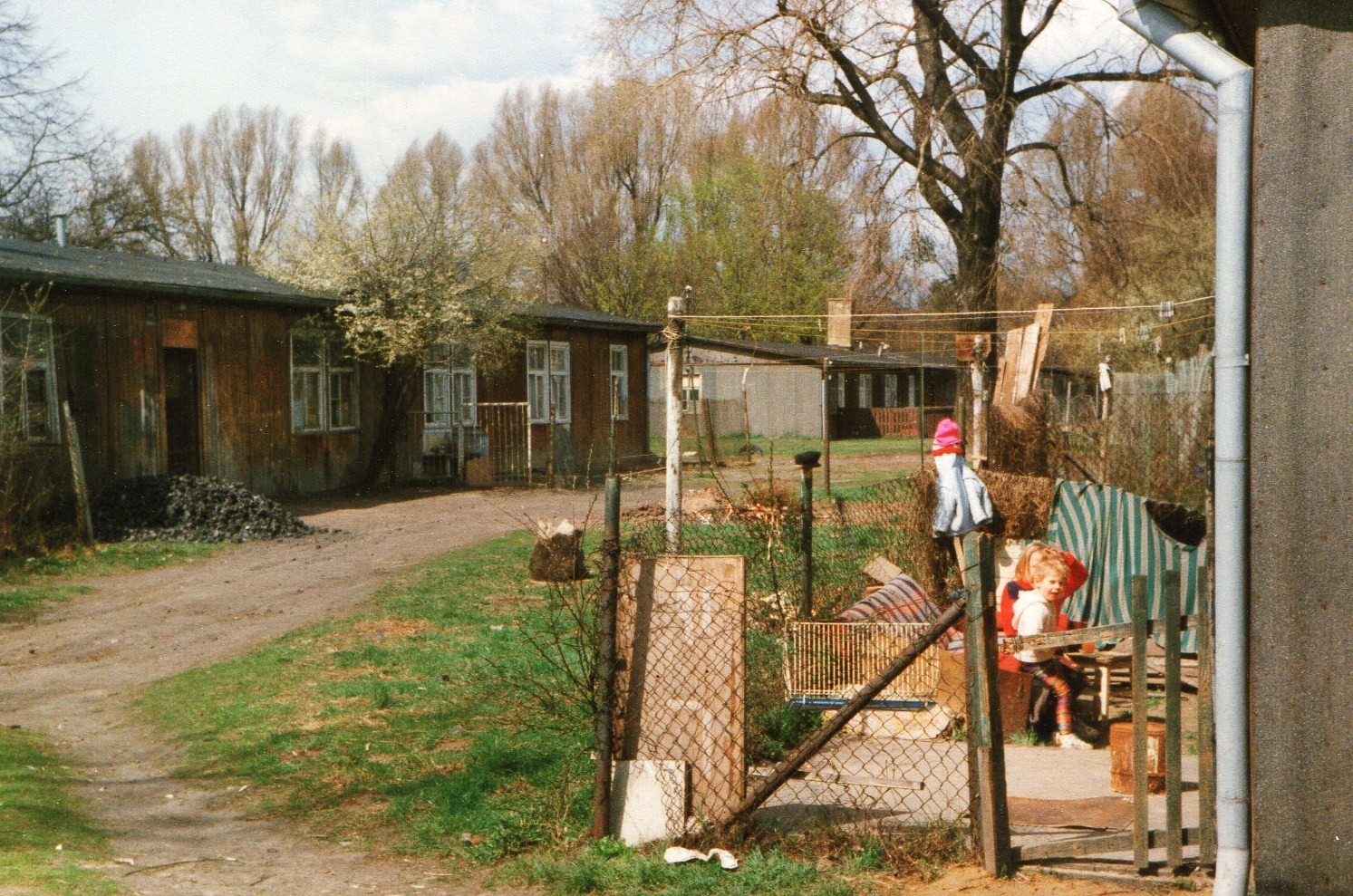
Tereny Gospody Targowej (1993)
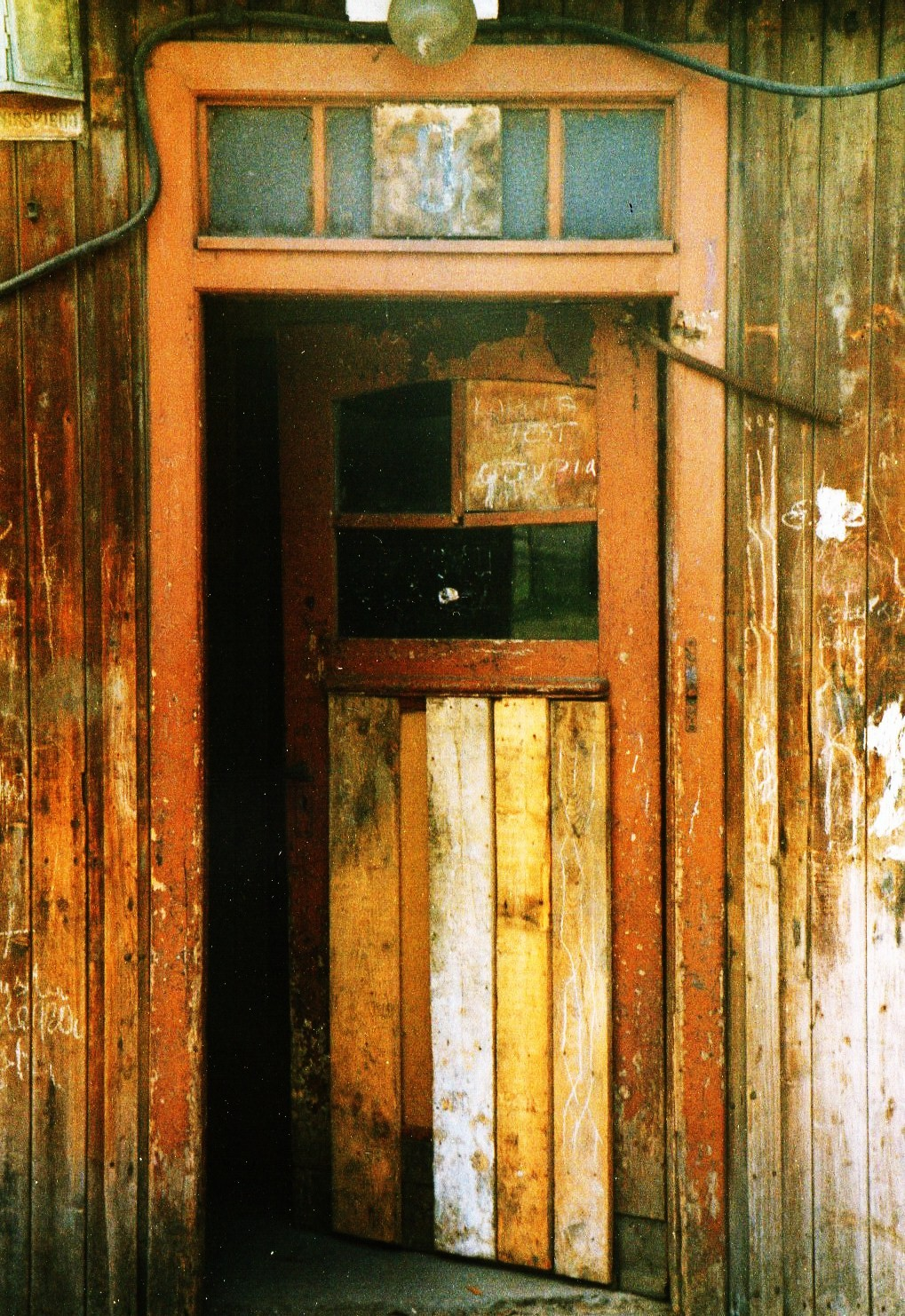
Tereny Gospody Targowej (1993)